# 東海軍管区
東海軍管区（とうかいぐんかんく）は、大日本帝国陸軍の軍管区の一つ。第二次世界大戦末期の昭和20年（1945年）2月1日に設けられた東海軍管区司令部が、愛知県・岐阜県・静岡県・三重県・石川県・富山県に相当する地域の軍政を統括した。

## 歴史
大日本帝国陸軍創設当初この地域は名古屋鎮台の管轄区域である第3軍管であった。その後明治21年（1888年）鎮台が師団に改編され、第3師団が管轄する区域、即ち第3師管となった。陸軍管区表では、愛知県・三重県・静岡県・石川県・富山県・岐阜県・福井県が第3師管に属した。
明治31年（1898年）に第9師団が設置され、石川県・富山県・岐阜県・福井県は第9師管に移り、第3師管は愛知県・三重県・静岡県となった。明治38年（1905年）の第15師団設置に伴い静岡県は第15師管に移ったが、大正14年（1925年）の宇垣軍縮に伴い第3師管に戻り、同時に三重県は第16師管に移り、第3師管は愛知・静岡・岐阜、第9師管区は石川・富山・福井のそれぞれ三県となった。師管の名称に地名を冠したのは昭和16年（1941年）8月5日の陸軍管区表（昭和16年軍令陸第20号）からで、第3師管は名古屋師管となり、第九師管は金沢師管となった。

## 軍管区司令部
昭和20年（1945年）2月1日から大本営は本土決戦を睨み、内地の軍の編制を改め作戦と軍政の分離が推し進められ、それまで師団長が連隊区司令部を管掌し徴兵事務を総理していたものを師管区司令部を設ける事によって師団長からその事務を移管し、新設の地区司令部を管掌した。内地にある各部隊を作戦部隊・管区部隊に分け、作戦部隊は方面軍の隷下とし、管区部隊についてはそれまでの軍司令部を復員して新に方面軍司令部が兼ねる軍管区司令部とその隷下に師管区司令部を新設、常設師団が管掌していた管区業務などの軍政を引き継いだ師管区司令部を軍管区司令部を兼ねた方面軍司令部の隷下に置き、統一指揮とした。また、地方行政協議会の管轄区域とも一致させる為、在来の軍管区（東部、中部、西部、北部、台湾、朝鮮、関東）の他に東北・東海・四国・中国の四つの軍管区司令部も方面軍（中国・四国については軍）司令部が兼ねることとした。そして方面軍の作戦区域と軍管区司令部の管轄区域が整合した。
第13方面軍司令部が兼ねた東海軍管区司令部に隷属する名古屋師管区司令部と金沢師管区司令部は、同年4月1日留守第3師団司令部と留守第52師団司令部を改称して編成された。名古屋師管区司令官には鷲津鈆平中将が補され、愛知・岐阜・静岡に三重が加わった四県の軍政を、金沢師管区司令官には藤田進中将が補され、石川・富山の二県の軍政を担当した。

## 管区の変遷
初期の軍管
- 明治6年（1873年） - 名古屋鎮台の管轄区域として第三軍管が発足。

第三軍管 - 愛知県・三重県・静岡県・石川県・富山県・岐阜県・福井県
師管区（師団名）
- 明治21年（1888年） - 名古屋鎮台を第3師団に改編。

第三師管 - 愛知県・三重県・静岡県・石川県・富山県・岐阜県・福井県
- 明治31年（1898年） - 第9師団創設後。

第三師管 - 愛知県・三重県・静岡県
第九師管 - 石川県・富山県・岐阜県・福井県
- 明治38年（1905年） - 第15師団創設後。

第三師管 - 愛知県・三重県・岐阜県
第九師管 - 石川県・富山県・福井県
- 大正14年（1925年） - 宇垣軍縮後。

第三師管 - 愛知県・岐阜県・静岡県
第九師管 - 石川県・富山県・福井県
師管（地名）
- 昭和16年（1941年） - 師管の呼び方を師団名から地名に変更。

名古屋師管 - 愛知県・岐阜県・静岡県
金沢師管 - 石川県・富山県・長野県
東海軍管
- 昭和20年（1945年） - 本土決戦に備え第13方面軍司令部が東海軍管区司令部を兼ねる。

東海軍管区 - 愛知県・岐阜県・静岡県・三重県・石川県・富山県

## 人事
※第13方面軍幹部が兼任

### 歴代司令官
- （兼）岡田資 中将：昭和20年（1945年）2月1日 -

### 歴代参謀長
- （兼）藤村益蔵 少将：昭和20年（1945年）2月1日 -
- （兼）柴田芳三 少将：昭和20年（1945年）7月5日 -
- 重安穐之助 少将：昭和20年（1945年）10月1日 -
- 徳永鹿之助 少将：昭和20年（1945年）10月22日 - 昭和20年（1945年）11月30日

### 歴代参謀副長
- 花本盛彦 大佐：昭和20年（1945年）4月30日 -
- 重安穐之助 少将：昭和20年（1945年）6月1日 - 昭和20年（1945年）10月1日

### 歴代兵器部長
- （兼）梅津真 少将：昭和20年（1945年）1月29日[1] -

### 歴代兵務部長
- 吉野栄一郎 少将：昭和20年（1945年）2月22日[2] -

### 歴代経理部長
- （兼）池本信巳 主計少将：昭和20年（1945年）1月29日[3] -

## 最終所属部隊
- 名古屋師管区
- 金沢師管区
- 野戦重砲兵第2連隊補充隊：高橋民治 中佐（最終位置：三島）
- 野戦重砲兵第3連隊補充隊：守屋真幸 大佐（陸士27期、最終位置：三島）
- 名古屋俘虜収容所：大竹道三 予備役中佐（陸士21期）
- 東海軍管区臨時軍法会議
- 東海軍管区防疫部：飯田康雄 軍医少佐
- 第9野戦補充馬廠

陸軍病院
- 金沢第1陸軍病院：野中利貞 軍医大佐（最終位置：武利）
- 大宮陸軍病院：宮本三郎 軍医少佐
- 豊橋陸軍病院：樋口兼義 軍医中佐
- 三島陸軍病院：石井守三 軍医少佐